# Pufujia luteosignata
Pufujia luteosignata là một loài bọ cánh cứng trong họ Cerambycidae.